# SN 2003ik
SN 2003ik – supernowa typu Ia odkryta 29 września 2003 roku w galaktyce M+11-10-56. W momencie odkrycia miała maksymalną jasność 16,60m.